# Křížová cesta (Pohled)
Křížová cesta v Pohledu na Havlíčkobrodsku se nachází cca 1,7 km severovýchodně od obce na vrchu Kalvárie. Spolu s kostelem Svaté Anny je chráněna jako nemovitá Kulturní památka České republiky.

## Historie
Křížová cesta byla postavena u kostela Svaté Anny. Čtrnáct zděných výklenkových kapliček stojí v kruhu kolem kostela postaveného roku 1824 na místě původní kapličky, vystavěné roku 1731 nad údajně zázračným pramenem.
Voda z pramene obsahuje síru, železo a olovnatý oxid. Roku 1858 nechal hrabě Sylva Taroucca v lese poblíž poutního místa postavit lázeňskou budovu. V blízkosti pramene byla vykopána jáma a položeno dřevěné potrubí do lázeňské budovy. Voda se ohřívala v měděných kotlících a hosté se léčili koupelemi, které byly jehličnaté, anebo rašelinové.
Na jaře roku 1887 studánka vyschla. Nový pramen byl sveden od staré myslivny pod kapličku a studánka byla kolem dokola vyzděna. Z lázeňské budovy byl zřízen hostinec pro letní hosty.
Nedaleko poutního místa byl vztyčen vysoký kříž na bývalém hřbitově, založeném pro oběti moru z roku 1772.